# Ангриварии
Ангривариите (на латински: Angrivarii, на гръцки: οιΑγγριουάριοι, Angriouarroi; на немски: Angarier, Engern; Angrarii) са германско племе, живяло на Везер, преди всичко на дясния бряг, от река Алер до езерото Щайнхудер мер в съвременна Саксония.
Територията им граничела на север с хавките, на юг с херуските, югоизточно от дулгубните и западно с ампсиварите. По-късно ангривариите били известни като ангри или енгри.
Според Тацит (Annalen II, 19) на територията на ангривариите се намира т.нар. Ангриварийски вал, на който през 16 г. се състои последната битка между легионите на Германик и войската на Арминий.
От територията на ангривариите (на немски: Engern) през Средновековието се оформя провинцията Ангария (Angaria, на немски: Engern), една от трите големи провинции в племенното херцогство Саксония (другите две са Вестфалия и Остфалия).